# Каляат-аль-Мадік (нохія)
Каляат-аль-Мадік (араб. ناحية قلعة المضيق‎‎) — нохія у Сирії, що входить до складу району Ес-Сукейлябія провінції Хама. Адміністративний центр — м. Каляат-аль-Мадік.
| Сирія | Це незавершена стаття з географії Сирії. Ви можете допомогти проєкту, виправивши або дописавши її. |